# Han Solo
Han Solo é um personagem fictício, um dos protagonistas dos livros e filmes de ficção científica da série Star Wars (Uma Nova Esperança, O Império Contra-Ataca, O Retorno de Jedi, O Despertar da Força, Solo e A Ascensão Skywalker).
No cinema, Han Solo foi interpretado pelo ator Harrison Ford. Para a série de filmes derivados, Han ganhou seu próprio spin-off, Solo: Uma História Star Wars, na qual o enredo gira ao redor das aventuras de sua juventude e é interpretada por Alden Ehrenreich.
Han Solo é listado como um dos maiores e melhores personagens da história do cinema.

## História

### Star Wars: Episódio IV - Uma Nova Esperança
Han Solo é um mercenário, nativo do planeta Corellia, mas residente em Tatooine. É proprietário da nave espacial Millennium Falcon, antigo cargueiro corelliano, modificado por Solo,  descrita por ele como "a nave mais veloz da galáxia" e tem como co-piloto o wookiee Chewbacca. Precisando de dinheiro urgentemente para pagar o credor Jabba the Hutt, Han aceita transportar Luke Skywalker e Obi-Wan Kenobi para o planeta Alderaan.
Porém, ao chegarem lá, só acham um cinturão de asteroides, pois o planeta foi destruído pela arma letal Estrela da Morte. E é para lá que a Falcon se dirige, sendo capturada pelo "raio trator". Han, Luke e Chewbacca resolvem ir ao resgate da Princesa Leia, que estava na área de confinamento, enquanto Obi-Wan vai desligar o raio trator. Han e Luke são bem-sucedidos, mas Obi-Wan, apesar de ter desligado o raio, acaba morrendo em duelo com Darth Vader. A Falcon foge para a base da Aliança Rebelde.
Ao receber seu pagamento, Han resolve ir embora, apesar dos apelos de Luke para ajudar no ataque à Estrela da Morte. Porém, quando a nave de Luke está prestes a ser abatida, a Falcon aparece e o salva, permitindo a ele dar os disparos fatais. Han e Chewbacca unem-se à Aliança Rebelde.

### Star Wars: Episódio V - O Império Contra-Ataca
Três anos após a destruição total da Estrela da Morte, os rebeldes porém, são forçados a deixarem sua base e partem para outros destinos, chegando ao frio planeta de Hoth. Durante a batalha no planeta Hoth, Han decide pagar sua dívida ao gângster Jabba the Hutt, mas acaba sendo impedido pois os soldados imperiais vencem a batalha e eles têm que fugir. Sua nave, a Millennium Falcon, fica danificada e Han decide então ir ao planeta Bespin, em uma visita a seu velho amigo, Lando Calrissian, na Cidade das Nuvens (Cloud City), por ele administrada. Ao chegar lá, descobre que Lando havia feito um acordo com Darth Vader e Solo acaba por ser capturado e congelado em carbonita. Solo é entregue ao caçador de recompensas Boba Fett, que deve levá-lo à Jabba, que colocou um alto prêmio em troca de Han Solo vivo, por ele não ter pagado a dívida. Seus amigos tentam resgatá-lo antes que ele seja entregue à Jabba, fato narrado no livro Sombras do Império, mas não obtêm sucesso na missão.

### Star Wars: Episódio VI - O Retorno de Jedi
Um ano depois dos eventos de o Império contra-ataca, eles bolam outro plano e tentam resgatá-lo novamente, desta vez já no palácio de Jabba, em Tatooine. Solo finalmente é resgatado e Jabba morre. Após isso, eles vão para a lua de Endor em um plano para destruir a nova arma do Império, a segunda Estrela da Morte. Após a desativação de seus escudos, a Estrela da Morte é destruída pelos rebeldes, o Império é derrotado e o Imperador e Vader morrem.

### Star Wars: Episódio VII - O Despertar da Força
Leia e Han finalmente se casam e acabam de ter um filho, Ben Solo que mais tarde assumiu a identidade de Kylo Ren ao se unir à Primeira Ordem e seguir Snoke. Han ao tentar salvar o filho acaba sendo morto por ele, que perfura seu tórax com o sabre de luz, fazendo-o cair de uma ponte no planeta-arma Starkiller.

### Solo: Uma História Star Wars
Spin-off da franquia centrado em um jovem Han Solo e suas aventuras com seu parceiro Chewbacca, incluindo seu encontro com Lando Calrissian.

### Star Wars: Episódio IX - A Ascensão Skywalker
Han aparece na forma de uma memória de seu filho, enquanto este reflete sozinho sobre a morte de sua mãe e sobre Rey ter salvo sua vida e confessado os seus sentimentos por ele após o último duelo deles nos destroços da Estrela da Morte. A memória de Han Solo diz ao seu filho que Kylo Ren está morto, mas que Ben Solo está vivo e que ele deve retornar ao lado da luz. Diferente da sua última tentativa em Starkiller, Han consegue convencer o filho, Kylo Ren atira seu sabre de luz no mar e se torna Ben Solo novamente.

### Universo expandido
Após a batalha de Endor, Han Solo casa-se com a princesa Leia e juntos têm três filhos: Os gêmeos Jacen e Jaina, e o mais novo Anakin Solo. Ele batalha por muito tempo contra a raça de outra galáxia para salvar a nova república (informações pertencentes ao antigo universo expandido, todo esse material agora conhecido como LEGENDS).
Após a Lucasfilm ser adquirida pela Walt Disney Company, uma de suas primeiras medidas foi reiniciar o Universo Expandido, mantendo o material já conhecido com o selo LEGENDS, apenas a série animada Star Wars: Clone Wars continuou como parte do cânone.

### Passado
Antigamente, Han Solo trabalhava para o Império, e chegou a ser nomeado Tenente Imperial. Em uma missão em que o Império deveria comprar filhotes de Wookiees, capturados por escravistas, a nave escravista é atacada por Wookiees liderados por Chewbacca. Os filhotes são salvos e mandados para longe e o então tenente Solo recebe a missão de verificar a nave dos escravistas. Chegando lá, ele encontra somente Chewbacca vivo, todos os outros mortos. Mas o Wookiee está ferido e desmaiado, e seu comandante ordena que ele o mate, mas ele diz que nunca atiraria num inimigo indefeso. O comandante o ameaça de morte se a ordem não fosse cumprida. Ele assume os controles da nave e foge. Após isso, ele sai do Império e passa a trabalhar como mercenário ao lado de Chewbacca.

### Morte
Foi morto pelo filho Ben Solo (Kylo Ren) na Base de Starkiller. Ao encontrar Kylo Ren, Han tenta convertê-lo para voltar para o lado da luz. Kylo Ren luta contra seus próprios sentimentos e conflito interno ao reencontrar o pai e, se sentindo dividido entre o lado sombrio e o da luz, pede a ajuda de Han Solo para se livrar do sofrimento que passava. Kylo oferece o próprio sabre de luz ao pai e, no momento que Han segura a arma, seu lado sombrio vence seu conflito interno e ele acaba ativando o sabre, assassinando Han Solo. Em outro lugar, a morte de Han assim como o arrependimento de Kylo Ren, são sentidos por Leia através da Força.